# Lục Tú Phu
Lục Tú Phu (chữ Hán: 陸秀夫; bính âm: Lù Xiùfū, 1236-1279,) là thừa tướng nhà Tống, một trong những lãnh đạo của triều Nam Tống trong cuộc chiến chống lại sự xâm lăng của quân đội Nguyên Mông. Trong trận Nhai Môn, khi thế trận quân Tống thất bại trước sự tấn công của quân Nguyên do Trương Hoằng Phạm chỉ huy, Lục Tú Phu đã cõng vua Tống đế Bính nhảy xuống biển tự vẫn chứ quyết không làm tù binh chịu nỗi nhục mất nước. Sử Trung Quốc xếp ông cùng với Văn Thiên Tường và Trương Thế Kiệt là "Tống vong tam kiệt" (ba vị anh hùng thời nhà Tống diệt vong).

## Thân thế
Lục Tú Phu xuất thân trong gia đình quý tộc, nhiều đời kết thông gia với tông thất nhà Tống. Năm Bảo Hựu thứ 4 (1256), ông đỗ Tiến sĩ, cùng khoa với Văn Thiên Tường. Thời còn trẻ, ông làm một chức quan nhỏ thủ hạ cho Đại tướng Lý Đình Chi. Ông tính cách trầm tĩnh, mọi việc đều xử trí thỏa đáng khiến mọi người ai cũng tin tưởng. Về sau, nhờ Lý Đình Chi tiến cử, ông làm Tư nông thị thừa trong triều đình Nam Tống, trông coi mọi việc về nông nghiệp, rồi thăng tiến dần, làm quan đến Lễ bộ Thị lang.

## Hai lần lập vua
Năm Đức Hựu thứ 2 (1276), Lâm An bị vây hãm, tiểu hoàng đế mới 5 tuổi Tống Cung Đế bị bắt. Lục Tú Phu cùng với Trần Nghi Trung, Trương Thế Kiệt đưa 2 hoàng tử con vua Tống Độ Tông là Ích vương Triệu Thị mới 7 tuổi và Vệ vương Triệu Bính mới 4 tuổi xuống phía Nam. Cùng năm đó, triều thần tôn Ích vương lên ngôi tại Phúc Châu, lấy niên hiệu là Cảnh Viêm, sử gọi là Tống Đoan Tông. Lục Tú Phu có công phò tá, được thăng làm Thiêm thư Khu mật viện sứ.
Triều đình lưu vong tuy ở một địa bàn hẹp, binh mã cũng không nhiều, nhưng Lục Tú Phu cũng tổ chức một cách nghiêm ngặt dựa theo luật lệ của triều đình, hàng ngày đều có thiết triều, giúp cho Hoàng đế xử lý mọi việc. Ông tuy là một văn nhân, nhưng với việc hành quân hay đánh trận cũng có những kinh nghiệm nhất định, là một đại thần thạo cả việc văn lẫn việc võ.
Trương Thế Kiệt và Lục Tú Phu cho rằng Cương Châu chỉ là một hòn đảo nhỏ, không thể ở lâu dài, bèn đưa Triệu Thị tới Nhai Sơn thuộc Tân Hội. Lục Tú Phu cử người tới đảo Hải Nam để trưng tập lương thảo, tổ chức dân công xây dựng các công sự phòng ngự, lại sử dụng thời gian nhàn rỗi dạy cho Tiểu Hoàng đế Triệu Thị mới 8 tuổi đọc sách, Trương Thế Kiệt đảm nhận việc chiêu binh mãi mã, huấn luyện quân đội. Họ chuẩn bị xây dựng căn cứ địa ở đó, đợi thời cơ khôi phục triều Tống.
Tuy nhiên, chỉ 2 năm sau, Tống Đoan Tông đổ bệnh và qua đời ngày 8 tháng 5 năm 1278 tại trấn Mai oa. Lục Tú Phu và Trương Thế Kiệt lập Vệ vương Triệu Bính mới 7 tuổi lên ngôi, lấy niên hiệu là Tường Hưng，sử gọi là Tống đế Bính. Mẹ ruột của Tống Đoan tông là Dương thái hậu thùy liêm thính chính. Lục Tú Phu được phong là Tả thừa tướng, cùng Trương Thế Kiệt làm đại thần phụ chính.

## Chống quân Nguyên

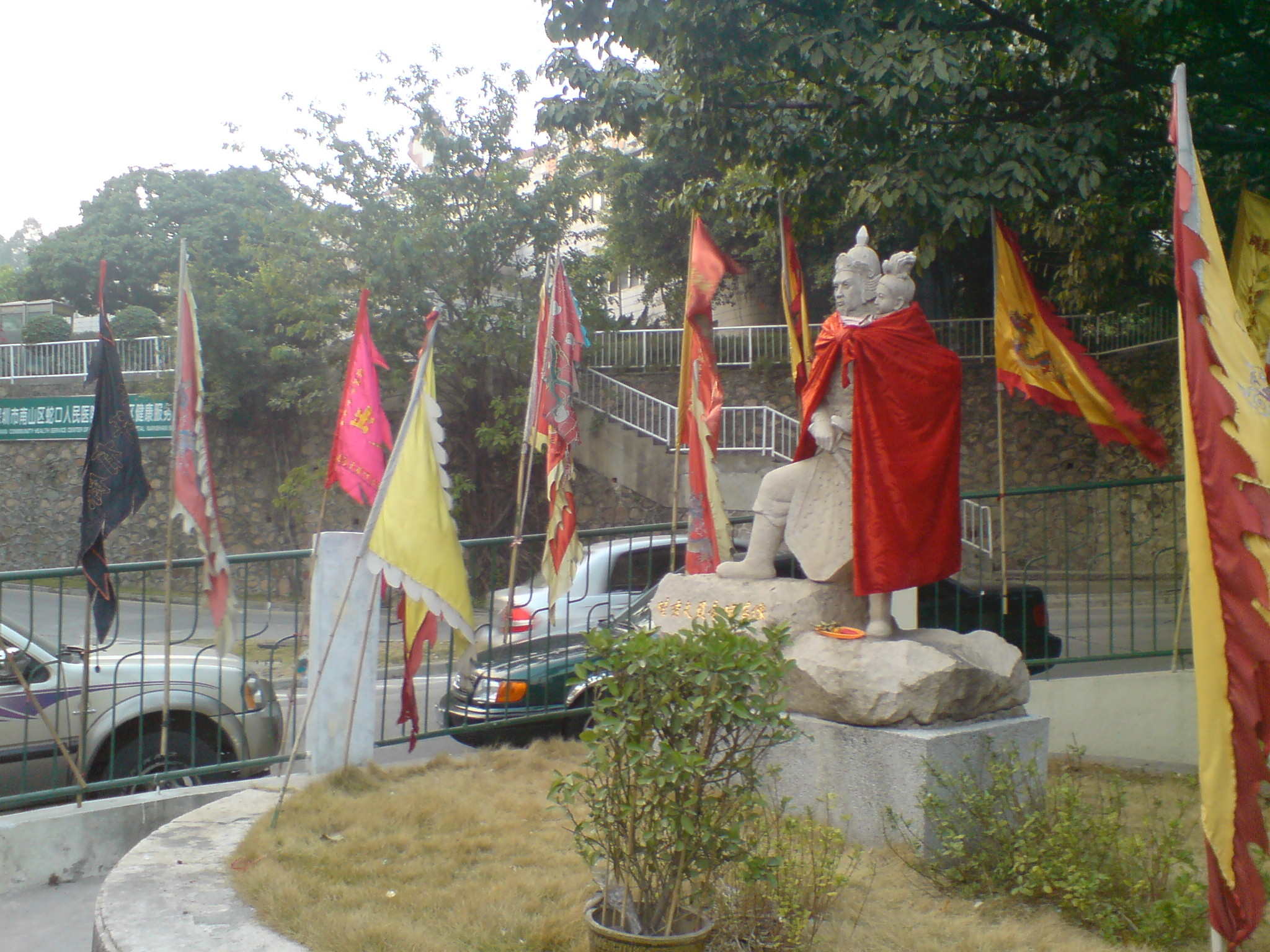
Tượng Lục Tú Phu cõng Tống Đế Bính tự tử

Trương Thế Kiệt và Lục Tú Phu lập tức tổ chức lại đội hình kháng cự quân Nguyên nhưng do quân Nguyên thiện chiến áp đảo, kết quả là đội hình chiến thuyền Tống trở nên hỗn loạn và tan rã, đại thần phụ chính Lục Tú Phu do thấy tình thế tuyệt vọng của quân Tống đã quyết định ôm nhà vua nhảy xuống biển tự tử. Cái chết của vua Tống đã kéo theo sự tự tử của nhiều người Tống khác. Kết quả quân Tống đại bại và mất nước.